# Alsény Keita
Alsény Keita (Massanta, 26 giugno 1983) è un ex calciatore guineano naturalizzato liberiano, di ruolo centrocampista. È fratello gemello del calciatore Alhassane Keita.

## Palmarès

### Club

#### Competizioni nazionali
- Guinée Championnat National: 2

Horoya: 2000, 2001
- Challenge League: 1

Lucerna: 2005-2006